# 8127 Beuf
8127 Beuf este un asteroid din centura principală, descoperit pe 27 aprilie 1967, de Carlos Cesco.